# Lenore Blum
Pour les articles homonymes, voir Blum.
Lenore Blum, née le 18 décembre 1942 à New York, est une mathématicienne américaine, dont les recherches portent entre autres sur la théorie des modèles, les corps différentiels et la complexité de calcul avec des nombres réels (machine BSS), se spécialisant dans la concorde de domaines qui ne semblent pas préalablement liés.

## Enfance et éducation
Lenore Blum grandit à New York et à Caracas au Venezuela. Sa mère enseigne les sciences dans une école de New York.
Après ses études secondaires, elle étudie l'architecture à l'Institut de Technologie de l'Université Carnegie-Mellon de 1959 à 1961 avant de partir pour le Simmons College (en) à Boston étudier les mathématiques, où elle obtient un B.Sc. en 1963,.
Elle obtient son doctorat en mathématiques au Massachusetts Institute of Technology en 1968. Sa thèse intitulée Generalized algebraic theories – a model theoretic approach porte sur les structures algébriques généralisées, sous la supervision de Gerald Sacks. Elle part ensuite pour l'Université de Californie à Berkeley comme postdoctorante "Fellow" et maître de conférences en mathématiques.

## Carrière
Elle rejoint la faculté du Mills College en 1973, où elle fonde le département de mathématiques et informatique en 1974, qu'elle dirige ou co-dirige durant 13 ans. En 1979 elle est titulaire de la première chaire "Letts-Villard" à Mills.
En 1983 Blum est lauréate d'un prix décerné par la National Science Foundation pour travailler avec Michael Shub durant deux ans au CUNY Graduate Center. Ils travaillent sur des générateurs de nombres aléatoires sûrs et l'évaluation de fonctions rationnelles, donnant lieu à l'algorithme Blum Blum Shub. En 1987 elle travaille une année chez IBM. En 1988, elle s'est jointe au groupe de théorie de l'International Computer Science Institute (en).
En 1989 elle publie un article avec Michael Shub et Stephen Smale sur les problèmes NP-complets, les fonctions récursives et les machines de Turing universelles, ce qui les conduit à la Machine de Blum-Shub-Smale.
En 1992 Lenore Blum devient la directrice du Mathematical Sciences Research Institute (MSRI). Après une année passée en visiteuse à l'Université municipale de Hong Kong, elle prend son poste actuel à l'Université Carnegie-Mellon en 1999.

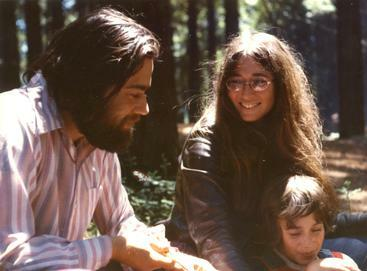
Manuel Blum (à gauche), Lenore Blum et Avrim Blum, en 1973

Elle est mariée à Manuel Blum, informaticien américain, comme leur fils Avrim Blum (en). Tous trois sont passés par le MIT et sont professeurs d'informatiquee à Carnegie Mellon.
Lenore Blum s'est impliquée dans la promotion des femmes en mathématiques et elle est l'une des premières membres de l'Association for Women in Mathematics (AWM), qu'elle a présidée de 1975à 1978. Elle a également co-fondé le Réseau Math/Science pour la promotion des cours de mathématiques pour les jeunes filles dans les écoles.

## Prix et distinctions
En 1990 Lenore Blum est conférencière invitée au congrès international des mathématiciens à Kyoto, avec une conférence intitulée A theory of computation and complexity over the reals et traitant de théorie de la complexité et de calcul réel.
En 2002 elle est lauréate du prix Noether Lecture décerné par l'Association for Women in Mathematics et elle a donné la conférence intitulée Computing Over the Reals: Where Turing Meets Newton. En 2012 elle devient fellow de l'American Mathematical Society.

## Sélection de publications
- L. Blum: « A Brief History of the Association for Women in Mathematics: The Presidents' Perspectives », in AMS Notices, Vol. 38, No. 7, Sept. 1991, pp. 738–774.
- L. Blum: M. Blum et M. Shub, « A Simple Secure Pseudo-Random Number Generator », SIAM Journal of Computing, Vol. 15, No. 2, 364-383, Mai 1986.
- L. Blum: « A New Simple Homotopy Algorithm for Linear Programming I », Journal of Complexity, Vol.4, No.2, 124-136, Juin 1988.
- L. Blum, M. Shub, S. Smale: « On a Theory of Computation Over the Real Numbers; NP Completeness, Recursive Functions and Universal Machines », FOCS; 88; Bulletin of the AMS, Vol. 21, No.1, 1-46, Juillet 1989.
- L. Blum, F. Cucker, M. Shub et S. Smale: Complexity and Real Computation, Springer-Verlag, 1998.
- L. Blum: « Computing over the Reals, Where Turing Meets Newton », Notices of the AMS, Octobre 2004.
- Lectures on a theory of computation and complexity over the reals (or an arbitrary ring), in: Lectures in the Sciences of Complexity, Addison-Wesley, 1990, pp 1-47.